# Derek Frank Lawden
Derek Frank Lawden (Birmingham, 18 de setembro de 1919 – Warwick, 15 de fevereiro de 2008) foi um matemático neozelandês de ascendência inglesa.

## Carreira acadêmica
Após estudar matemática na Universidade de Cambridge serviu na Royal Artillery e depois lecionou no Defence College of Management and Technology e no College of Advanced Technology Birmingham, onde trabalhou sobre trajetória de foguetes e voo espacial. Em 1956 foi professor da Universidade de Canterbury. Na década de 1960 obteve um DSc em Cambridge, foi apontado membro da Royal Society of New Zealand e recebeu a Medalha Hector. Retornou para o Reino Unido para a Aston University em 1967.

## Obras
- An Introduction to Tensor Calculus and Relativity, 1967